# Oxytropis gueldenstaedtioides
Oxytropis gueldenstaedtioides är en ärtväxtart som beskrevs av Oskar Eberhard Ulbrich. Oxytropis gueldenstaedtioides ingår i släktet klovedlar, och familjen ärtväxter. Inga underarter finns listade i Catalogue of Life.